# Svizzera all'Eurovision Song Contest 1988
La Selezione Svizzera per l'Eurofestival 1988 si svolse a Morges il 6 febbraio 1988 e presentata da Serge Moisson.

## Canzoni in ordine di classifica
| Posizione | Canzone                                     | Artista         |
| 1.        | Ne partez pas sans moi                      | Céline Dion     |
| 2.        | Sentiments                                  | Furbaz          |
| 3.        | L'isola                                     | Renato Mascetti |
| 4.        | Tu sei                                      | Cocktail Band   |
| 5.        | Balalaika in der sommernacht                | Bernadette      |
| 6.        | Prisonnier de l'amour                       | Gemo            |
| 7.        | Muet                                        | Hertz           |
| 8.        | Clown dans la sciure                        | Isabelle Alba   |
| 9.        | Gibt es auf der welt denn keine liebe mehr? | Manuela Felice  |